# Médaille de la Paix du Maroc
Ne doit pas être confondu avec Médaille commémorative du Maroc.
La médaille de la Paix du Maroc est une décoration militaire espagnole, commémorant la victoire en 1927 des Espagnols et des Français sur les insurgés Rifains, qui mit fin à la guerre du Rif.

## Historique

### Titulaires
- Joseph Danos
- Felipe Maeztu
- Pierre-Étienne de Perier
- Francisco Franco
- Maurice Develay